# Erasing Hate
Erasing Hate és un documental de la televisió nord-americana del 2011 que narra els esforços del skinhead militant del "poder blanc" Bryon Widner per eliminar els seus tatuatges facials racistes. Escrit, produït i dirigit per Bill Brummel, va ser publicat per primera vegada el 6 de juny de 2011 a MSNBC. Widner és el motiu argumental tant del documental de televisió nord-americana Erasing Hate del 2011 com del llargmetratge biogràfic del 2018 Skin.

## Sinopsi
Bryon Widner (nascut el 1977) es va convertir en cap rapat als 14 anys i va passar 16 anys involucrat en organitzacions racistes del sud-oest dels Estats Units. Descrit com un "pit bull", Widner va cofundar el Vinlanders Social Club, un grup supremacista blanc a Indiana que aviat va guanyar la reputació pel seu excés de violència. Aquesta organització es va convertir en una de les organitzacions racistes de skinheads més ràpida a créixer als Estats Units.
El 2005, Widner es va casar amb Julie Larsen, que tenia tres fills d'un matrimoni anterior. El 2006, la parella va tenir un fill. Les responsabilitats de la paternitat van donar a Widner el desig de reformar-se i deixar el moviment racista, un desig compartit per Larsen. Widner va abandonar la seva organització i va suportar anys d'amenaces de mort i assetjament mentre intentava donar-li un gir a la seva vida. Els esforços de Widner per unir-se a la societat es van veure significativament afectats pels seus extensos tatuatges facials, molts dels quals amb simbologia violenta o racistes. Larsen temia que Widner actués dràsticament per eliminar els tatuatges, com ara submergir la seva cara en àcid. Així que Larsen finalment va contactar amb l'activista antiracista Daryle Lamont Jenkins, de One People Project, que la va posar en contacte amb el Southern Poverty Law Center (SPLC).
Després de diverses setmanes de "conversa" representants de SPLC van accedir a ajudar Widner en el seu intent d'eliminar els seus tatuatges facials. Van trobar un cirurgià plàstic que estava disposat a realitzar el procediment i un donant anònim va proporcionar 35.000 dòlars per als procediments. L'eliminació completa dels tatuatges facials de Widner va trigar una mica més d'un any i mig i més d'una dotzena de procediments individuals, tots ells dolorosos.